# The Midnight Romance in Hagwon
The Midnight Romance in Hagwon (hangul: 졸업; hanja: 卒業; rr: Jor-eop; MR: Jol'eob; lit. Graduação) (bra: O Romance da Meia-noite em Hagwon) é uma série de televisão sul-coreana de 2024 escrita por Park Kyung-hwa, dirigida por Ahn Pan-seok e estrelada por Jung Ryeo-won e Wi Ha-joon. Foi ao ar na tvN de 11 de maio a 30 de junho de 2024, todos os sábados e domingos às 21h20 (KST). Também está disponível em plataformas de streaming, como no TVING na Coreia do Sul, e no Viki e Viu em regiões selecionadas.

## Sinopse
A história gira em torno de um romance secreto e doce entre Seo Hye-jin, uma experiente instrutora de cursinho, e Lee Joon-ho, um estudante peculiar que retorna, depois de uma década, para trabalhar no mesmo local. O romance secreto da meia-noite que começa quando as luzes se apagam na Academia Daechi Chase-dong e as histórias coloridas dos instrutores da academia que não conhecíamos.

## Elenco

### Principal
- Jung Ryeo-won como Seo Hye-jin[7]

Uma professora famosa com 14 anos de experiência. Ela é uma competidora tranquila, que nunca desiste.
- Wi Ha-joon como Lee Joon-ho[7]

Um novo professor que retorna após 10 anos, e que começa a conhecer melhor Seo Hye-jin.

### De apoio

#### Pessoas na Academia Daechi
- So Joo-yeon como Nam Cheong-mi[8]

Uma nova instrutora no Departamento de Língua Coreana da Academia Daechi Chase. Ela tem uma personalidade ousada.
- Kim Jong-tae como Kim Hyun-tak[9]

Diretor da Academia Daechi Chase.
- Kim Jung-young como Woo Seung-hee[9]

Vice-diretora da Academia Daechi Chase.
- Gil Hae-yeon como Kim Hyo-im[9]

A gerente de aconselhamento da Academia Daechi Chase.
- Jang In-sub como Yoon Ji-seok[9]

Líder da equipe do Departamento 1 de Inglês da Academia Daechi Chase, que é bastante popular e tem um amor não correspondido por Hye-jin.
- Lee Si-hoon como Lee Myung-jun[9]

Líder da equipe do Departamento de Língua Coreana 2 da Academia Daechi Chase. Ele era o professor de coreano com as melhores pontuações até a chegada de Hye-jin.
- Yang Jo-a como Min Hee-joo[9]

A líder da equipe de Estudos Sociais da Academia Daechi Chase.
- Ahn Hyun-ho como Kim Chae-yoon[9]

Instrutora de língua coreana da Academia Daechi Chase e membro da equipe de Hye-jin por três anos. Ela se formou no Departamento de Educação em Língua Coreana em uma universidade feminina de alto padrão.
- Yuk Hyun-suk como Jang Il-do[9]

Líder da equipe do Departamento 2 de Inglês da Academia Daechi Chase.
- Lim Jin-hyo como Shin Dae-bak[9]

O novo instrutor do Departamento de Inglês da Academia Daechi Chase.
- Jang So-yeon como Choi Ji-eun[10]

A chefe do Departamento Administrativo e de Apoio da Academia Daechi Chase.

#### Pessoas na Academia Daechi Chase Choisun
- Seo Jeong-yeon como Choi Hyung-sun[11]

Diretora e Instrutora da Academia Daechi Choisun e conhecida como "Bruxa de Cabelos Brancos".
- Lee Kyu-sung como Park Ki-sung[12]

Assistente misterioso de Hyung-sun.

#### Pessoas próximas de Jun-ho
- Shin Joo-hyup como Choi Seung-gyu[8]

O melhor amigo de Jun-ho e estudante de pós-graduação. Ele desistiu de conseguir um emprego e fez pós-graduação.
- Yoon Bok-in como Oh Jeong-hwa[13]

A mãe de Jun-ho.
- Oh Man-seok como Lee Taek-yeol[14]

O pai de Jun-ho, ex-executivo de uma grande empresa de valores mobiliários, mas agora atual executivo de uma empresa de pequeno porte.

#### Pessoas próximas de Hye-jin
- Hwang Eun-hoo como Cha Seo-young[15]

A melhor amiga e advogada de Hye-jin.
- Jeon Suk-chan como Geum Chun-il[15]

Proprietário do bar Night Flight.

#### Pessoas na Heewon High School em Daechi-dong
- Kim Song-il como Pyo Sang-sub[16]

Professor de língua coreana na Chanyoung High School.
- Kim Na-yeon como Sung Ha-yool[16]

Uma aluna tímida e inteligente da Chanyoung High School.
- Jin Ga-eun como Lee Ye-eun[16]

Uma aluna alegre da Chanyoung High School.
- Park Min-su como Lee Jung-soo[16]

Um estudante e presidente da turma da Chanyoung High School.
- Cha Kang-yoon como Lee Si-woo[17]

Um aluno da Heewon High School que ficou em primeiro lugar em toda a escola.

## Produção

### Desenvolvimento
Desenvolvido sob o título provisório de "Graduation", é o novo trabalho do diretor Ahn Pan-seok, que também dirigiu os dramas Something in the Rain (2018) e One Spring Night (2019), e atraiu a atenção das emissoras desde o início da produção. Park Kyung-hwa foi anunciado como a roteirista da série, enquanto Studio Dragon e JS Pictures gerenciavam a produção.

### Elenco
Jung Ryeo-won e Wi Ha-joon receberam ofertas para atuarem como protagonistas em julho e outubro de 2023, respectivamente.
Jung e Wi foram oficialmente confirmados como atores principais da série.

### Gravação
A filmagem principal começou em outubro de 2023.

## Trilha sonora
A trilha sonora da série, comandada pelo diretor musical Lee Nam-yeon e com participação da banda americana The Restless Age, foi divulgada a mídia em 10 de maio de 2024.

### Álbum
O álbum da trilha sonora de The Midnight Romance in Hagwon foi lançado em 30 de junho de 2024; ele contém todos os singles e músicas ambiente da série.

#### Lista de faixas
Todas as faixas escritas e compostas por Will Bryant, Lee Falco, Brandon Morrison, e Lee Nam-yeon. 
| N.º            | Título                    | Artista          | Duração |  |
| 1.             | "Catch Me"                | The Restless Age | 3:44    |  |
| 2.             | "Don't Forget About Me"   | The Restless Age | 3:53    |  |
| 3.             | "Now and Then"            | The Restless Age | 4:44    |  |
| 4.             | "Together With You"       | The Restless Age | 3:53    |  |
| 5.             | "Simple Melody"           | The Restless Age | 4:20    |  |
| 6.             | "Old Memories"            |                  | 1:50    |  |
| 7.             | "A Raw Youth"             |                  | 1:15    |  |
| 8.             | "Hall of Fame"            |                  | 1:00    |  |
| 9.             | "Farewell to School"      |                  | 1:42    |  |
| 10.            | "Wounded but Okay"        |                  | 2:17    |  |
| 11.            | "Conversation"            |                  | 2:57    |  |
| 12.            | "They Found Out About Us" |                  | 1:01    |  |
| 13.            | "Declare War"             |                  | 3:59    |  |
| 14.            | "Our Project"             |                  | 1:40    |  |
| 15.            | "Scheme"                  |                  | 1:47    |  |
| Duração total: | Duração total:            | Duração total:   | 35:42   |  |

### Singles
Os singles incluídos no álbum foram lançados de 12 de maio a 9 de junho de 2024.
Part 1
| Lançado em 12 de maio de 2024 |                         |                  |         |  |
| N.º                           | Título                  | Artista          | Duração |  |
| 1.                            | "Don't Forget About Me" | The Restless Age | 3:54    |  |
| 2.                            | "Catch Me"              | The Restless Age | 3:45    |  |
| Duração total:                | Duração total:          | Duração total:   | 7:39    |  |

Part 2
| Lançado em 19 de maio de 2024 |                |                  |         |  |
| N.º                           | Título         | Artista          | Duração |  |
| 1.                            | "Now and Then" | The Restless Age | 4:44    |  |
| Duração total:                | Duração total: | Duração total:   | 4:44    |  |

Part 3
| Lançado em 2 de junho de 2024 |                     |                  |         |  |
| N.º                           | Título              | Artista          | Duração |  |
| 1.                            | "Together With You" | The Restless Age | 3:53    |  |
| Duração total:                | Duração total:      | Duração total:   | 3:53    |  |

Part 4
| Lançado em 9 de junho de 2024 |                 |                  |         |  |
| N.º                           | Título          | Artista          | Duração |  |
| 1.                            | "Simple Melody" | The Restless Age | 4:21    |  |
| Duração total:                | Duração total:  | Duração total:   | 4:21    |  |

## Lançamento
Em outubro de 2023, a série estava prevista para ser lançada na tvN em 2024, bem como nas plataformas de streaming TVING, Viki e Viu. Cinco meses depois, a tvN confirmou que a data de lançamento era 11 de maio de 2024.

## Audiência
| Temporada | Temporada | Ep. 1 | Ep. 2 | Ep. 3 | Ep. 4 | Ep. 5 | Ep. 6 | Ep. 7 | Ep. 8 | Ep. 9 | Ep. 10 | Ep. 11 | Ep. 12 | Ep. 13 | Ep. 14 | Ep. 15 | Ep. 16 | Audiência |
| --------- | --------- | ----- | ----- | ----- | ----- | ----- | ----- | ----- | ----- | ----- | ------ | ------ | ------ | ------ | ------ | ------ | ------ | --------- |
|           | 1         | 1183  | 1269  | 675   | 1061  | 946   | 1278  | 930   | 1011  | 741   | 996    | 854    | 1054   | 802    | 1198   | 871    | 1456   | 1020      |

| Ep. | Data de transmissão original | Parcela média de audiência (Nielsen Korea) | Parcela média de audiência (Nielsen Korea) |
| Ep. | Data de transmissão original | Nacional                                   | Seul                                       |
| --- | ---------------------------- | ------------------------------------------ | ------------------------------------------ |
| 1 | 11 de maio de 2024           | 5.169% (1º)                                | 6.329% (1º)                                |
| 2 | 12 de maio de 2024           | 5.150% (1º)                                | 5.492% (1º)                                |
| 3 | 18 de maio de 2024           | 3.010% (1º)                                | 4.005% (1º)                                |
| 4 | 19 de maio de 2024           | 4.805% (1º)                                | 6.052% (1º)                                |
| 5 | 25 de maio de 2024           | 4.231% (1º)                                | 5.262% (1º)                                |
| 6 | 26 de maio de 2024           | 4.897% (1º)                                | 5.749% (1º)                                |
| 7 | 1 de junho de 2024           | 4.117% (1º)                                | 5.248% (1º)                                |
| 8 | 2 de junho de 2024           | 4.322% (2º)                                | 5.434% (1º)                                |
| 9 | 8 de junho de 2024           | 3.175% (1º)                                | 3.676% (1º)                                |
| 10 | 9 de junho de 2024           | 4.173% (2º)                                | 4.957% (2º)                                |
| 11 | 15 de junho de 2024          | 3.369% (1º)                                | 4.309% (1º)                                |
| 12 | 16 de junho de 2024          | 4.790% (1º)                                | 5.950% (1º)                                |
| 13 | 22 de junho de 2024          | 3.614% (1º)                                | 4.553% (1º)                                |
| 14 | 23 de junho de 2024          | 5.192% (1º)                                | 6.306% (1º)                                |
| 15 | 29 de junho de 2024          | 3.940% (1º)                                | 4.476% (1º)                                |
| 16 | 30 de junho de 2024          | 6.596% (1º)                                | 7.442% (1º)                                |
| Média | Média                        | 4.409%                                     | 5.328%                                     |
| - Na tabela acima, osnúmeros em azul representam a audiência média mais baixa e os números em vermelho representam a audiência média mais alta. - Esta série foi ao ar em um canal a cabo/TV paga que normalmente tem uma audiência relativamente menor em comparação com a TV aberta/emissoras públicas (KBS, SBS, MBC, e EBS). |                              |                                            |                                            |

## Prêmios e indicações

### Artigos em lista
| Editora | Ano  | Lista                                 | Classificação | Ref.   |
| ------- | ---- | ------------------------------------- | ------------- | ------ |
| NME     | 2024 | The 10 best K-dramas of 2024 – so far | Incluído      | [ 30 ] |